# Alan Paterson (Leichtathlet)
Alan Sinclair Paterson (* 11. Juni 1928 in Glasgow; † 8. Mai 1999 in Port Credit, Ontario, Kanada) war ein britischer Leichtathlet. Der 1,98 m große Hochspringer gehörte nach dem Zweiten Weltkrieg zu den besten Europäern in seiner Disziplin.
Im Sommer 1945 sprang er mit 1,87 Meter schottischen Rekord. Einen Monat vor seinem 18. Geburtstag sprang er mit 1,95 Meter britischen Rekord und ist damit bis heute der jüngste Brite, der je einen Leichtathletikrekord aufstellte. Nach weiteren Rekorden mit 1,97 Meter und 2,00 Meter im Jahr 1946 verbesserte er sich 1947 auf 2,02 Meter. 
1946 fanden die ersten Europameisterschaften nach dem Zweiten Weltkrieg in Oslo statt. Paterson gewann mit 1,96 Meter Silber hinter dem Schweden Anton Bolinder mit 1,99 Meter. Damit war Paterson der jüngste Medaillengewinner bei Europameisterschaften. Bei den Olympischen Spielen 1948 in London belegte Paterson mit 1,90 Meter den siebten Platz.
Bei den British Empire Games 1950 in Auckland wurde er mit 1,95 Meter zusammen mit dem Nigerianer Joshua Majekodunmi Zweiter hinter dem australischen Olympiasieger von 1948 John Winter, der 1,98 Meter übersprang. Bei den Europameisterschaften 1950 in Brüssel gewann Paterson dann nach mehreren schottischen und drei britischen Meistertiteln (AAA) auch einen internationalen Titel. Mit 1,96 Meter wurde er Europameister vor dem Schweden Arne Åhman mit 1,93 Meter.
1951 wanderte Paterson nach Kanada aus, trat aber 1952 noch einmal für die britische Mannschaft bei den Olympischen Spielen 1952 in Helsinki an. Nachdem er in der Qualifikation 1,87 Meter überquert hatte, gelangen ihm im Finale aber nur 1,80 Meter, mit denen er abgeschlagen auf Platz 24 eingeordnet wurde. 